# Judo handisport
Le judo handisport (ou para-judo) est un sport adapté du judo qui est pratiqué par des personnes en situation de handicap sensoriel (visuel ou auditif), physique ou intellectuel.
Au niveau paralympique, seul le judo handisport pratiqué par les aveugles ou mal-voyants est reconnu et c'est la Fédération internationale des sports pour personnes aveugles est les mal-voyants  (IBSA) qui est la fédération de référence. En France, la Fédération française de judo, jujitsu, kendo et disciplines associées (FFJDA) a reçu délégation le 31 décembre 2016 du ministère des Sports pour organiser la pratique du judo handisport. Un partenariat a été noué entre la FFJDA et la Fédération française handisport (FFH), ainsi que la Fédération française du sport adapté (FFSA).

## Règles
Les techniques employées dans le para judo sont à la base les mêmes  que celles du judo, l'objectif est soit de faire tomber son adversaire sur le dos ou le soumettre(celui ci marquant son abandon en frappant plusieurs fois de la main) par une immobilisation, une clé de bras ou un étranglement. En entraînement on distingue les périodes ciblées sur les techniques de projections et celles de travail des techniques de judo au sol.
Pour pratiquer le judo debout chaque judokas doit prendre son "Kumikata" (saisie une main à la manche, l’autre au revers de l’adversaire du Judogi à chaque départ de combat ou de séquences)
Au sol, différentes positions de départ sont enseignées pour pratiquer les immobilisations, clefs de bras, étranglements.
Comme pour les valides les premières pratiques à apprendre sont les "chutes", arrières, de côté, en avant, afin de pouvoir tomber sans se blesser.

### Handicap visuel
Pour pratiquer le para judo debout les deux judokas, après le salut, prennent le "Kumikata". Le non voyant peut apprendre les techniques grâce à un partenaire voyant ou non voyant sous le contrôle d'un professeur.

### Handicap auditif
Le judo handisport pour personnes à handicap auditif est pratiqué par des judoka malentendants ou complètement non-entendants. Il existe une hiérarchie dans les handicaps afin de ne pas pénaliser les plus affectés par leur handicap.
Le handicap est réellement pénalisant. En effet même si le judoka peut voir et se déplacer normalement, celui-ci ne perçoit évidemment pas les sons émanant de son entraîneur (ni ceux de d'un arbitre en compétition).

### Handicap physique
Les personnes en situation de handicap physique peuvent aussi pratiquer le judo handisport en commençant le combat au sol, assis ou à genoux, pieds nus  ou en chaussettes. Les techniques utilisées  sont : soit des immobilisations, soit des étranglements, soit des  clefs de  bras.

## Compétition
Le judo handisport suit les règlements de la Fédération internationale de judo adaptés par l'IBSA.
Le judo pour personnes aveugles ou mal-voyantes est devenu un sport paralympique pour les hommes aux Jeux paralympiques de 1988 à Séoul en Corée et pour les femmes aux Jeux paralympiques de 2004 à Athènes.
Par mesure de sécurité les règles d’arbitrage sont aménagées et adaptées en fonction du handicap  d’où les « pastilles » de couleur rouge ou et jaune suivant le handicap / le dossard du combattant pour en informer l’Arbitre.
Au para judo, l'arbitre emmène les deux judoka au centre du tatami, après le salut, le combat commence après que chacun des judokas a pris son "Kumikata". Cette prise permet à l'athlète de repérer la position et les mouvements de son adversaire.
Ses règles de prises de garde sont « adapté à la pathologie » pour des questions de sécurité.
Le combat se déroule sur un tatami comportant plusieurs zones (zone de compétition, zone de danger et zone de sécurité) identifiées par des couleurs mais aussi par des textures différentes.
Pour les "Non voyant" il n'y pas de pénalité pour sortie de tapis mais l’Arbitre doit annoncer « Jogaï » à l’approche de la bordure de la zone de combat.
Pour les "mal entendants" il y a en parallèle à l'annonce orale des décisions arbitrales une information tactile codé est apporté en complément par l’arbitre sur l’une des mains du combattant
En cas de cumul des deux handicaps il y a cumul des règles applicables.
Les combats durent 4 minutes pour les femmes comme pour les hommes. Tous les arrêts sont décomptés. Du fait de la règle de la garde installée, le temps de combat effectif est plus important car il n'y a pas le temps ou chaque combattant essaie d'imposer son kumikata préféré à son adversaire.

## Classification
Pour participer aux compétitions, les athlètes doivent avoir une acuité visuelle inférieure à 10 % ou un champ visuel < 40 degrés de diamètre.
Les sportifs aveugles et mal-voyantes sont traditionnellement classés en trois catégories :
| Catégorie | Observations |
| --------- | --- |
| B1        | Joueurs aveugles et sans perception de la lumière. |
| B2        | Joueurs ont une vision très basse des deux yeux, ou compte tenu de leur acuité visuelle (acuité visuelle < 2/60 ; LogMAR 1,5-2,6 inclus), ou compte tenu de leur champ visuel (champ visuel <10 degrés de diamètre). Description de la FFH : acuité visuelle ne dépassant pas 1/30e après correction ou champ visuel ne dépassant pas 5°.                                                               |
| B3        | Les joueurs ont une basse vision des deux yeux, mais plus de vision que les joueurs B2. La vision est affectée ou compte tenu de leur acuité visuelle (acuité visuelle < 6/60 ; LogMAR 1-1.4 inclus), ou compte tenu de leur champ visuel (champ visuel < 40 degrés de diamètre). Description de la FFH : acuité visuelle ne dépassant pas 1/10e après correction ou champ visuel ne dépassant pas 20°. |

Cependant, au judo, les athlètes ne sont pas regroupés suivant ces catégories, mais, comme pour les valides, en catégories de poids. Cela signifie qu'un athlète totalement non-voyant peut se mesurer à un athlète mal-voyant pourvu qu'ils soient dans la même catégorie de poids.
|        | Catégories de poids | Catégories de poids  | Catégories de poids  | Catégories de poids  | Catégories de poids  | Catégories de poids   | Catégories de poids |
| ------ | ------------------- | -------------------- | -------------------- | -------------------- | -------------------- | --------------------- | ------------------- |
| Hommes | moins de 60 kg      | entre 60 kg et 66 kg | entre 66 kg et 73 kg | entre 73 kg et 81 kg | entre 81 kg et 90 kg | entre 90 kg et 100 kg | plus de 100 kg      |
| Femmes | moins de 48 kg      | entre 48 kg et 52 kg | entre 52 kg et 57 kg | entre 57 kg et 63 kg | entre 63 kg et 70 kg | entre 70 kg et 78 kg  | plus de 78 kg       |

Actuellement, des études sont menées depuis 2016 pour examiner l'opportunité de faire évoluer la classification en judo. Les premiers résultats ont été publiés en 2020.